# La giovinezza di Chopin
La giovinezza di Chopin (Młodość Chopina) è un film del 1952 diretto da Aleksander Ford.
Pellicola prodotta da Film Polski al Lodz Film Studio nel 1951. È stata distribuita negli Stati Uniti con i sottotitoli inglesi come Young Chopin nel 1952 dalla Artkino Pictures Inc.

## Trama
La storia della vita di Chopin dai 15 ai 21 anni, tra il 1825 e il 1831. Il giovane in quegli anni frequenta il Conservatorio di Varsavia e, già conosciuto tra i musicisti per il suo straordinario talento, si interessa al rinnovamento musicale ma anche all'emancipazione politica della sua Polonia. Durante una celebrazione religiosa, conosce la cantante Konstancja Gładkowska e fra i due si fa strada un sentimento. 
Dopo il diploma, Chopin è a Vienna e qui riceve la notizia di una insurrezione scoppiata a Varsavia: fa di tutto per tornare in patria ma la neve gli impedisce di mettersi in viaggio. Trasferitosi a Parigi, dove la sua musica ottiene grandi consensi, viene a contatto con alcuni connazionali emigrati e si attiva per tenere vivo l'interesse per la Polonia sofferente sotto il dominio dello zar di Russia.